# Gary Cole

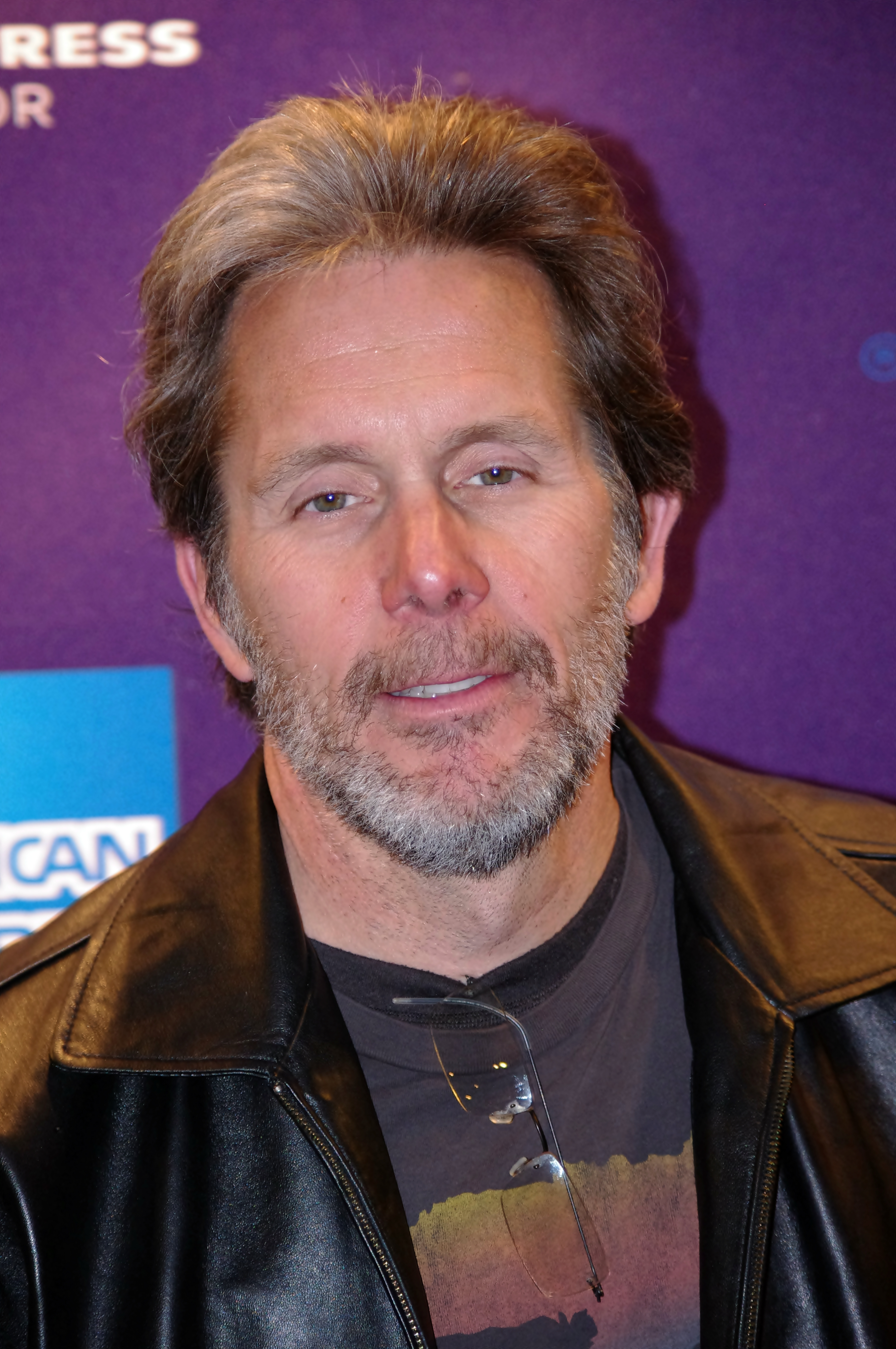
Gary Cole

Gary Cole (* 20. September 1956 in Park Ridge, Illinois als Gary Michael Cole) ist ein US-amerikanischer Schauspieler.

## Leben und Wirken
Cole studierte zusammen mit Laurie Metcalf und John Malkovich auf der Illinois State University. Berühmtheit erlangte er durch die Serie Der Nachtfalke, in der er die Hauptrolle übernahm. Seit 1983 spielte er in annähernd 140 Film- und Fernsehproduktionen mit.
Er war mit der Schauspielerin Teddi Siddall bis zu ihrem Tod am 4. Februar 2018 verheiratet, gemeinsam haben sie ein Kind.

## Filmografie (Auswahl)

### Filme
- 1983: Die letzte Schicht (Heart of Steel, Fernsehfilm)
- 1984: Ich bin kein Mörder (Fatal Vision)
- 1989: Verlass mich nicht, Daddy! (Those She Left Behind)
- 1990: Der alte Mann und das Meer (The Old Man and the Sea)
- 1991: General Custers letzte Schlacht (Son of the Morning Star)
- 1991: Am Rande des Todes (The Switch)
- 1993: In the Line of Fire – Die zweite Chance (In the Line of Fire)
- 1995: Die Brady Family (The Brady Bunch Movie)
- 1996: Die Brady Family 2 (A Very Brady Sequel)
- 1996: Gangland – Cops unter Beschuß (Gang Related)
- 1998: Ein einfacher Plan (A Simple Plan)
- 1998: Eine wüste Bescherung (I’ll Be Home for Christmas)
- 1998: Kiss the Sky
- 1999: Alles Routine (Office Space)
- 2000: The Gift – Die dunkle Gabe (The Gift)
- 2002: One Hour Photo
- 2002: Soldat Kelly (Cadet Kelly)
- 2002: I Spy
- 2002: Die Brady Family im Weißen Haus (The Brady Bunch in the White House)
- 2004: Total verknallt in Tad Hamilton (Win a Date with Tad Hamilton!)
- 2004: Rockstars Forever (Pop Rocks)
- 2005: Voll auf die Nüsse (Dodgeball: A True Underdog Story)
- 2005: The Ring 2
- 2005: Mozart und der Wal (Mozart and the Whale)
- 2006: Ricky Bobby – König der Rennfahrer (Talladega Nights: The Ballad of Ricky Bobby)
- 2007: Enttarnt – Verrat auf höchster Ebene (Breach)
- 2008: Conspiracy – Die Verschwörung (Conspiracy)
- 2008: Ananas Express (Pineapple Express)
- 2009: Familie Jones – Zu perfekt, um wahr zu sein (The Joneses)
- 2009: Ausgequetscht (Extract)
- 2011: Hop – Osterhase oder Superstar? (Hop)
- 2014: Warte, bis es dunkel wird (The Town That Dreaded Sundown)
- 2014: Tammy – Voll abgefahren (Tammy)
- 2014: Reine Männersache (Date and Switch)
- 2017: Small Crimes
- 2018: Unbroken: Weg der Vergebung (Unbroken: Path to Redemption)
- 2018: Der Sex Pakt (Blockers)
- 2019: Enzo und die wundersame Welt der Menschen (The Art of Racing in the Rain)
- 2020: Anderson Falls – Ein Cop am Abgrund (Anderson Falls)
- 2022: Beavis and Butt-Head Do the Universe (Stimme)

### Fernsehserien
- 1985: Twilight Zone (Folge 1x12 Her Pilgrim Soul)
- 1986: Miami Vice (Episode 2x21)
- 1988–1991: Der Nachtfalke (Midnight Caller) (61 Folgen)
- 1995–1996: American Gothic – Prinz der Finsternis (American Gothic) (22 Folgen)
- 1999: Crusade (13 Folgen)
- 2000: Ein Hauch von Himmel (Folge 6x26)
- 2000–2007: Harvey Birdman (Harvey Birdman, Attorney at Law) (Stimme)
- 2002–2003: Family Affair (15 Folgen)
- 2002–2007: Kim Possible (Stimme)
- 2003: Monk (Folge 2x08)
- 2003–2006: The West Wing – Im Zentrum der Macht (The West Wing) (22 Folgen)
- 2006: Arrested Development (Folge 3x12)
- 2007: Supernatural (Folge 2x18)
- 2008: Desperate Housewives (6 Folgen)
- 2008: Psych (Folge 3x08)
- 2008–2010: Entourage (12 Folgen)
- 2008, 2011: Chuck (2 Folgen)
- 2009: Numbers – Die Logik des Verbrechens (Numb3rs)
- 2010–2013, 2015–2016: Good Wife (The Good Wife) (14 Folgen)
- 2011–2013, 2016, 2019: Suits (10 Folgen)
- 2012: Hart of Dixie (2 Folgen)
- 2012: 30 Rock (Folge 7x04)
- 2013–2019: Veep – Die Vizepräsidentin (Veep) (55 Folgen)
- 2016: Unforgettable (Folge 4x12)
- 2016–2017: Mercy Street (12 Folgen)
- 2017–2022: The Good Fight (24 Folgen)
- 2018–2019: Chicago Fire (13 Folgen)
- 2019: Fam (7 Folgen)
- 2019–2021: Mixed-ish (36 Folgen)
- 2020: Star Trek: Lower Decks (1 Folge, Stimme)
- seit 2021: Navy CIS
- 2022: Navy CIS: Hawaiʻi (Folge 1x18)
- 2023: Navy CIS: L.A. (NCIS: Los Angeles, 1 Folge)
- 2023: Velma (1 Folge)